# 神尾山城
神尾山城（かんのおさんじょう）は、京都府亀岡市宮前町宮川にあった日本の城。柳本賢治の居城で、その後明智光秀の丹波攻めの拠点になったのではないかと思われる。

## 概要

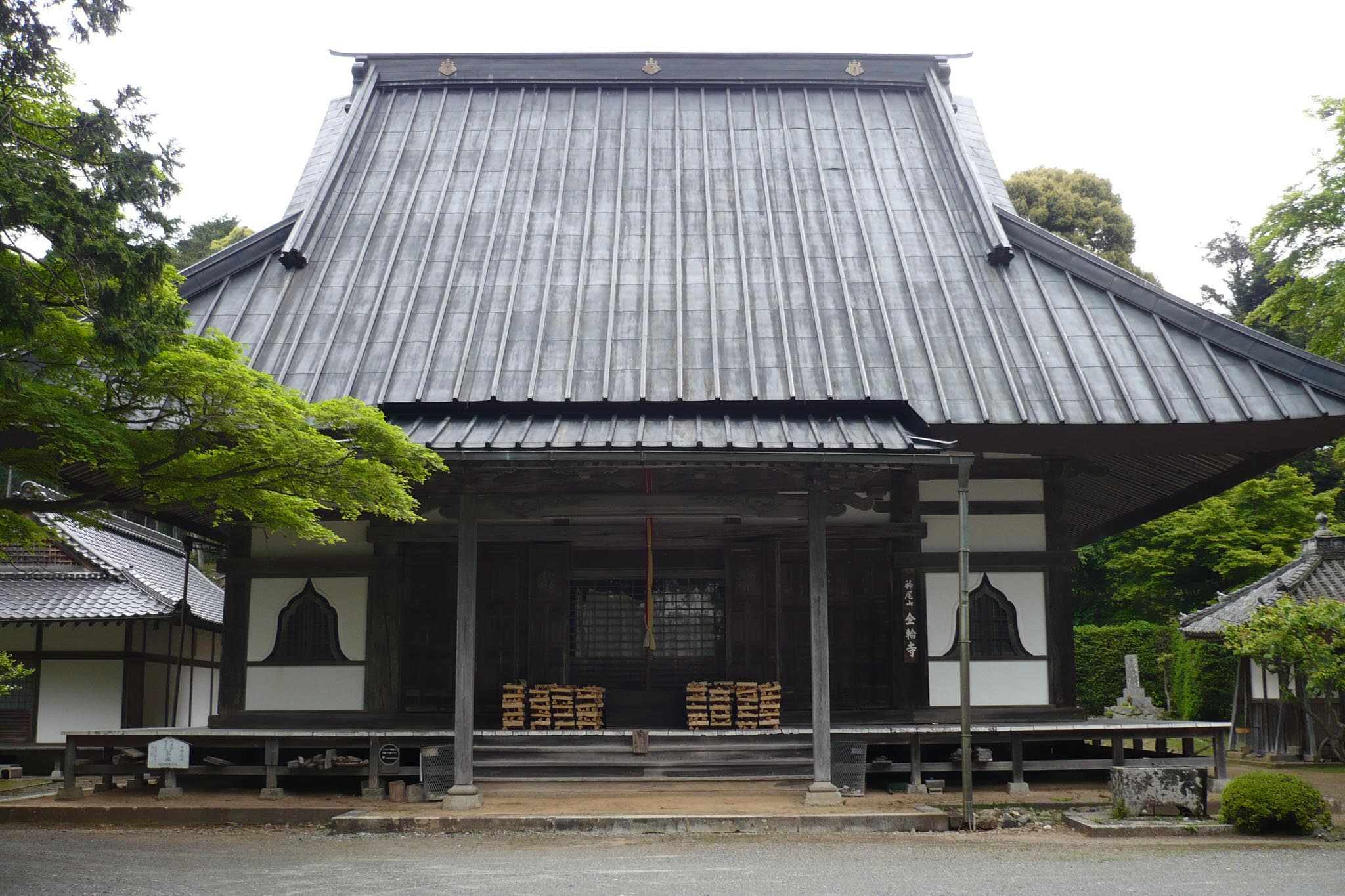
金輪寺

神尾山城は金輪寺の裏山にあった山城で、金輪寺の周辺には極楽坊跡、竹中坊跡、宝蔵坊跡、東柳坊跡など数多い寺坊跡があり、天台密教の霊地で今も石垣がそのまま残っている。
神尾山城はその聖地に築城され、巨石怪石を利用した特徴のある大形山城であった。
亀岡市街地から西方約16km、西丹波の丹波篠山市に抜ける山陰道に沿った山に築かれており、標高は359m、比高230mの山頂一帯にある。
本目城の別名があり、漢字も、本梅城、本免城とも書いた。

## 沿革

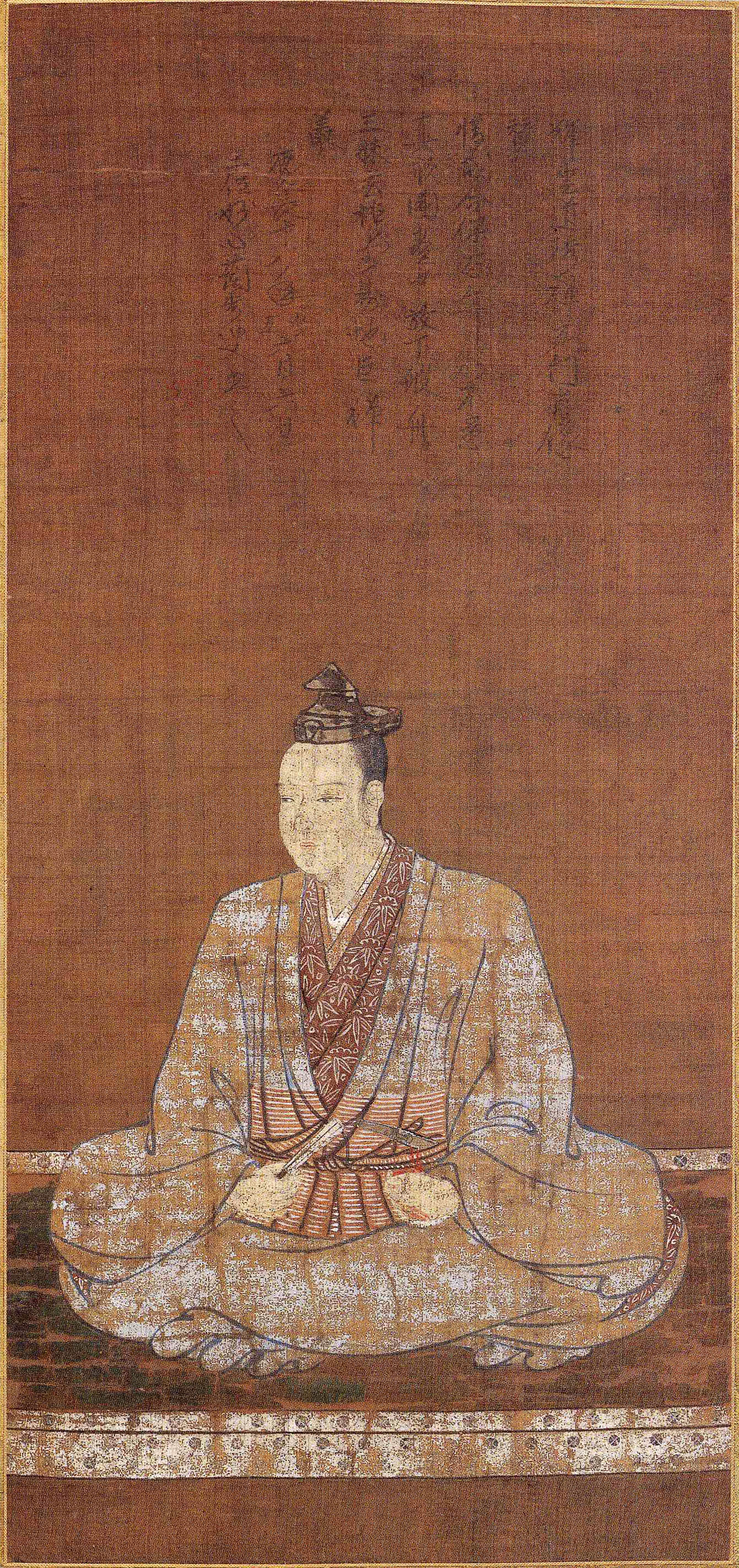
明智光秀画像

神尾山城が史上に現れるのが八上・神尾山両城の戦いの時で、大永6年（1526年）の初旬、細川尹賢が摂津で築城していた。この時の様子を「尼崎ノ城」（大物城）(『足利季世紀』)と記述されているが、典厩家の本拠は中嶋で尼崎は含まれていないので、堀城の誤りではないかと指摘されている。この城の作事に香西元盛も加わっていたが、細川尹賢の人夫と香西元盛の人夫が「土一簀」で口論となり、双方の人夫が喧嘩をはじめた。いったん両者とも引き分けたが、納得できなかった元盛の人夫が城中に瓦等を投げ込んだりしたので、尹賢は憎悪感を増すことになった。
尹賢は元盛が無学であるのを利用して、偽の謀反書を従兄で主君細川高国に差出、驚いた高国は同年7月13日に元盛を謀殺した。怒った元盛の兄弟の波多野元清と柳本賢治は高国に反旗を翻し、八上・神尾山城両城の戦い、桂川原の戦いに続いていく。
その後柳本賢治は中嶋の戦いで暗殺され、高国は大物崩れで細川晴元・三好元長らに敗れて自害、尹賢も殺害され一旦城史は不明となるが、天文15年（1546年）、細川晴元は三好長慶が擁立した細川氏綱（尹賢の子、高国の養子）に敗れ「丹波カンノチ」（神尾山城）へ没落と明記されているが(『証如上人日記』)、これは氏綱方の上野元治が足利義晴を迎え取ろうと同年9月13日に入京し、これに危機感を覚えた晴元が丹波へ逃走しており、この時の記述ではないかと思われる。その後晴元は丹波を出国、摂津に入国し神呪寺城、越水城へ移動し、舎利寺の戦いに繋がっていく。

その次は天文22年（1553年）9月3日の『言継卿記』で、内藤国貞が本目城で討死にという記載が見受けられる。また『総見記』によると天正年間（1573年 - 1592年）に明智光秀が八上城攻めの中継基地として「本目の城」を使ったとの記載が見受けられるが、両文献に記載される本目城とは神尾山城を指すと推定されている。

## 城郭
城郭は南北に約350メートル、東西に約70メートルで、丹波では大形に属する。山稜線の主軸に根幹をなし、そこから派生した2つの支脈の稜線に曲輪が配され、下部の曲輪で横に繋がっている。

### 主曲輪

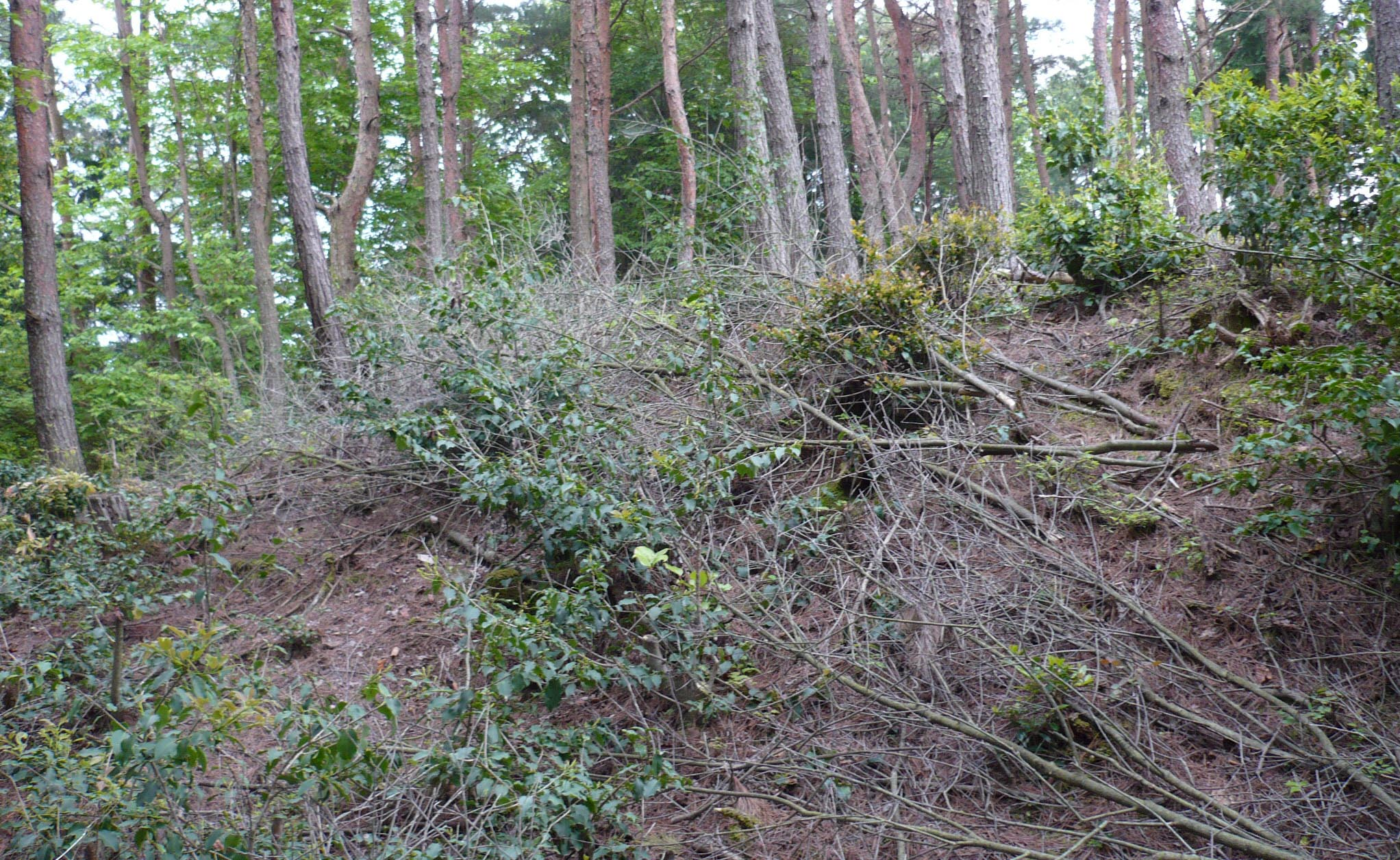
多聞風櫓が指摘されている土塁跡

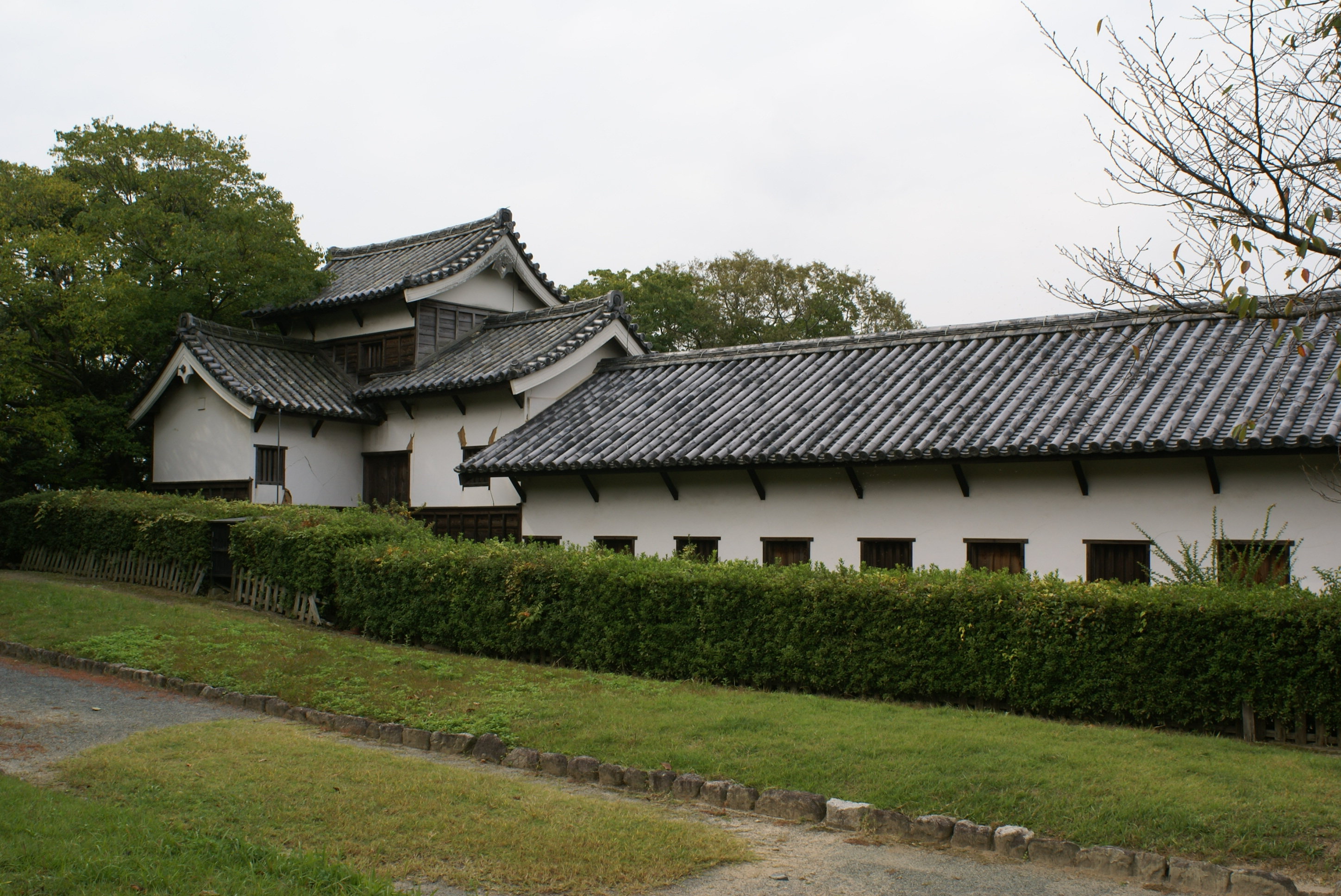
福岡城の多聞櫓

主曲輪は、東西約27メートル、南北約60メートルで、そのほぼ中央部に底部5-6メートル、上部4メートル、高さ2.5-3メートル、長さ7メートルの土塁跡があり北側、南側の曲輪を大きく区切られている。この土塁跡に、多聞風櫓が建設されていた可能性が指摘されている。

### 北側曲輪
北側曲輪は主曲輪より北側にあり、高低差が小さい、2つの大きな曲輪から成り立っている。
この北側曲輪や主曲輪には規則的に並んだ礎石跡が見られる。これにより、ある程度の規模の屋敷が想定でき、恒久的な山城の要素も考えられている。また、北側曲輪には亀岡市ではここだけにしか存在しない畝状空堀（竪掘跡）があり、形状から明智光秀時代の改修が指摘されている。また、現在は南側曲輪から主曲輪にある土塁跡の脇を通過して北側曲輪への侵入は可能だが、当時は多聞風櫓が南北を遮断しており、西側にある帯曲輪を通って北側曲輪と南側曲輪をいききしていたと思われている。

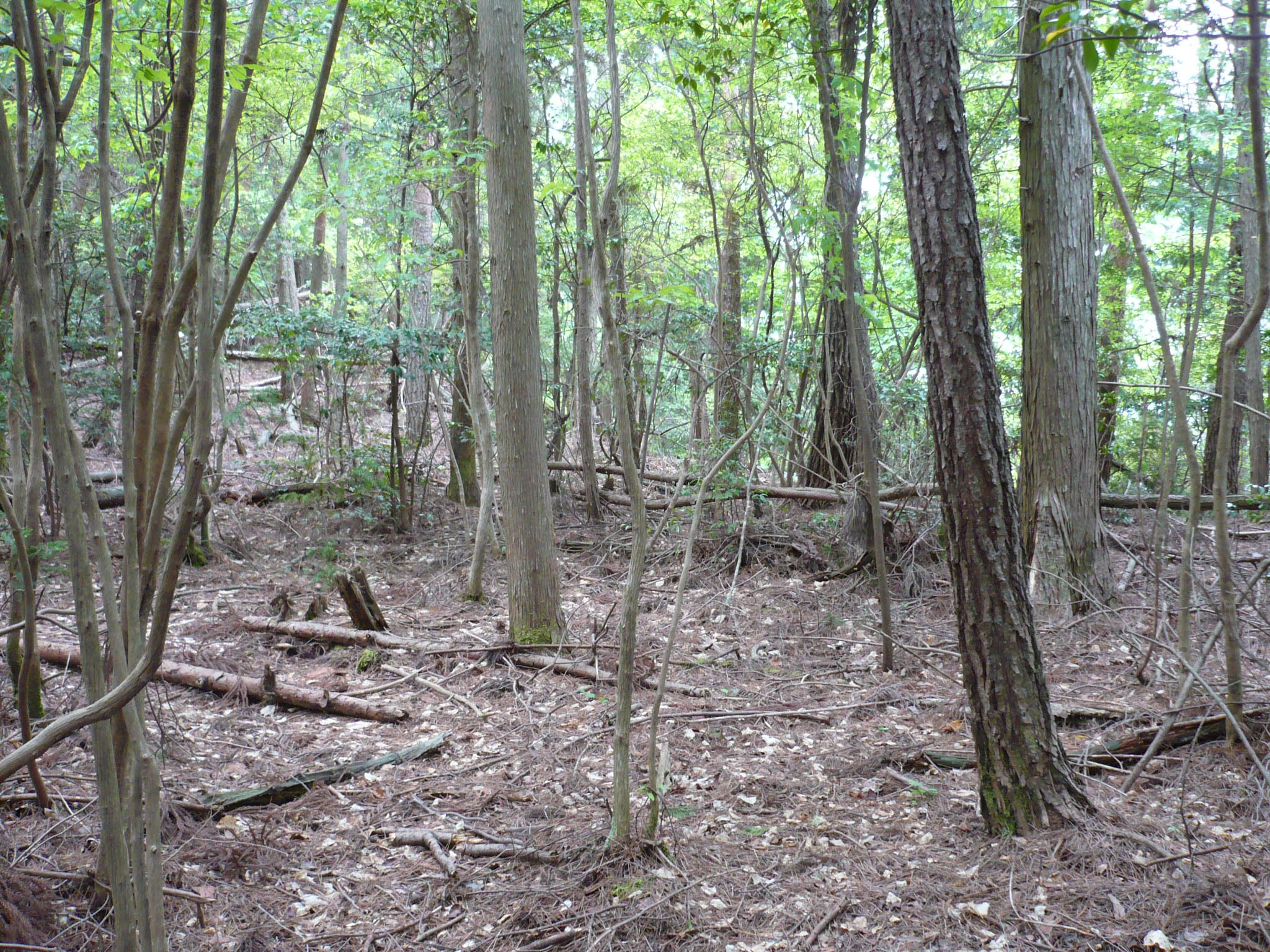
北側曲輪中心部
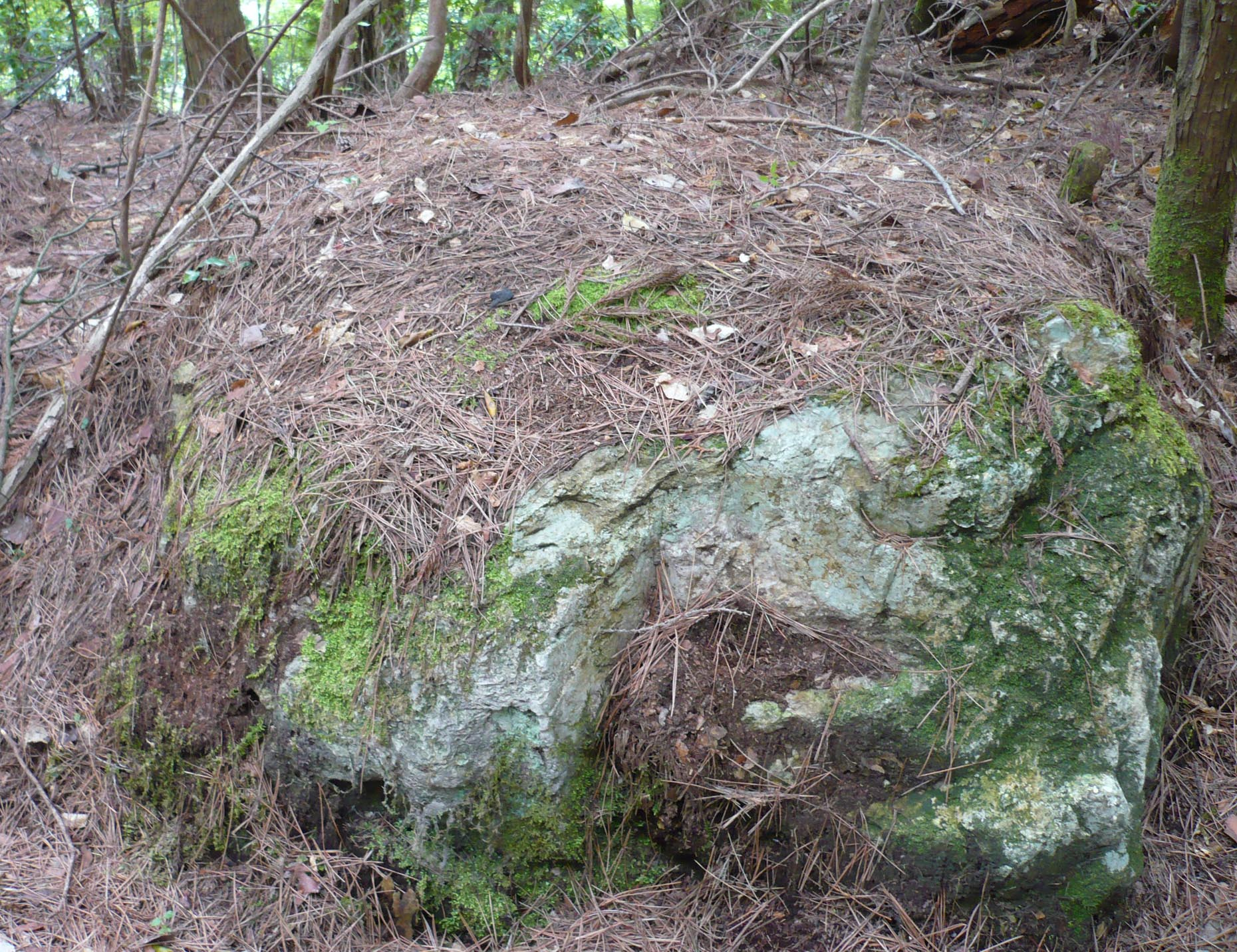
礎石跡
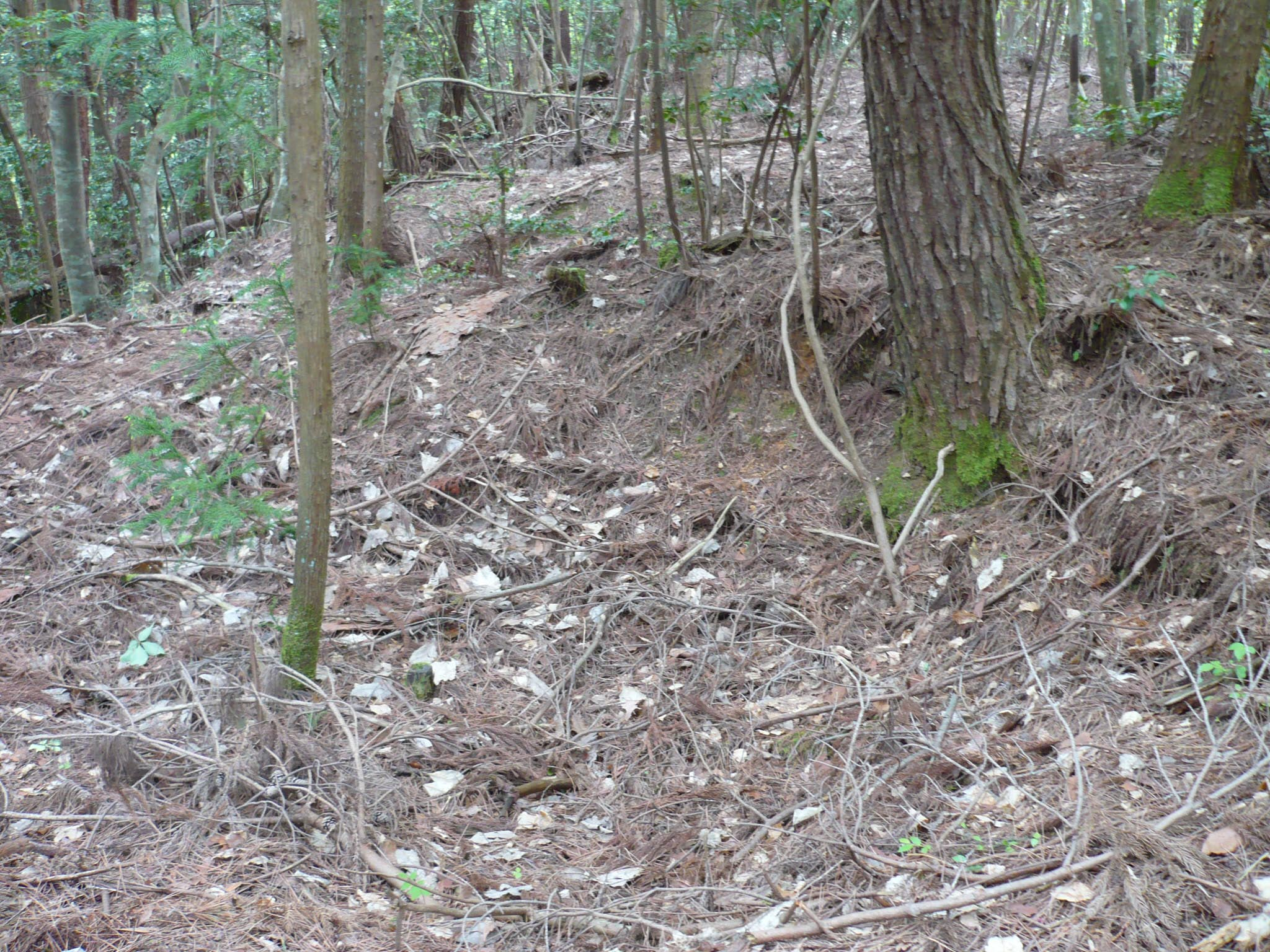
畝状空堀跡
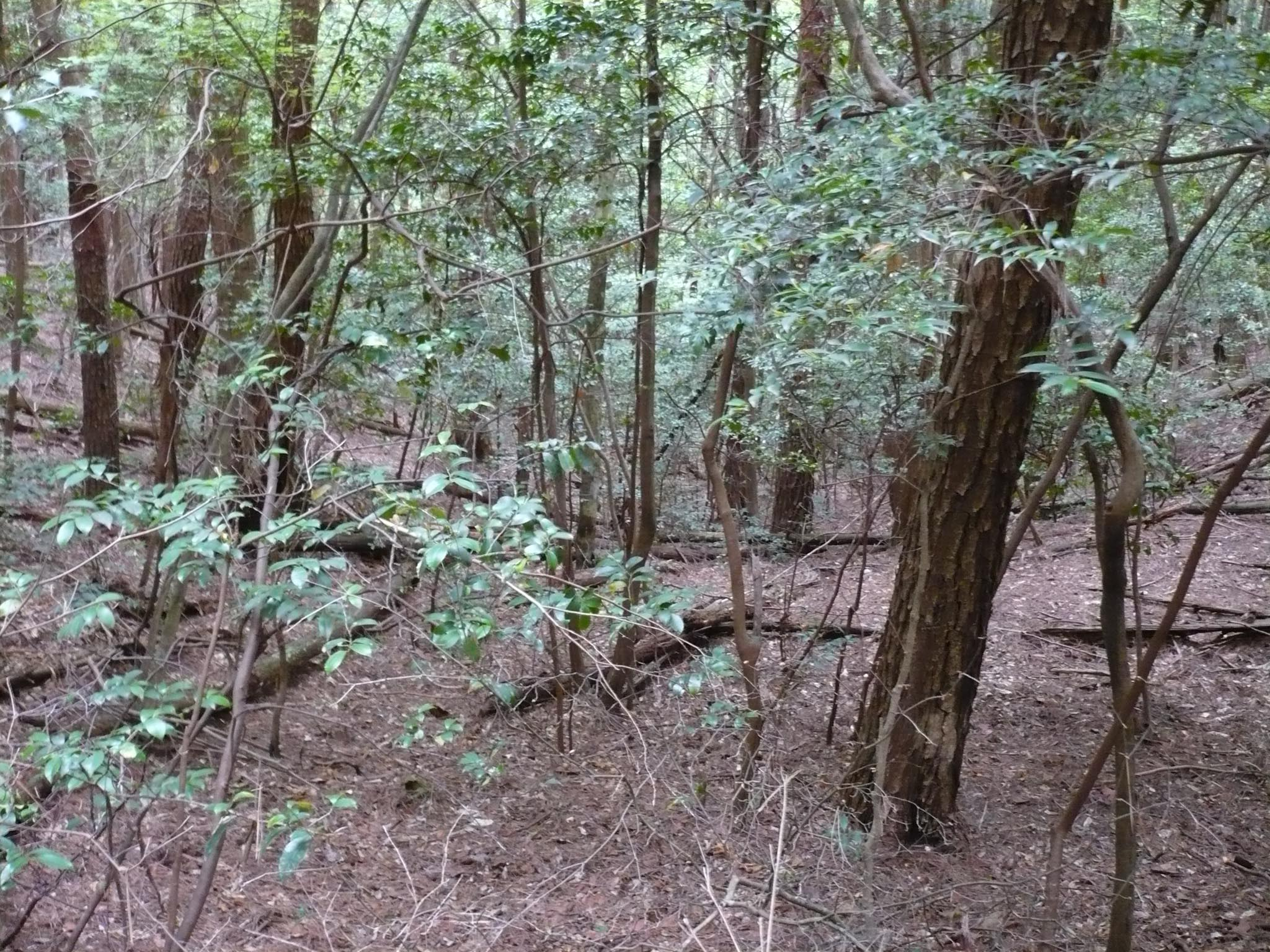
木戸口と思われる帯曲輪跡

### 南側曲輪

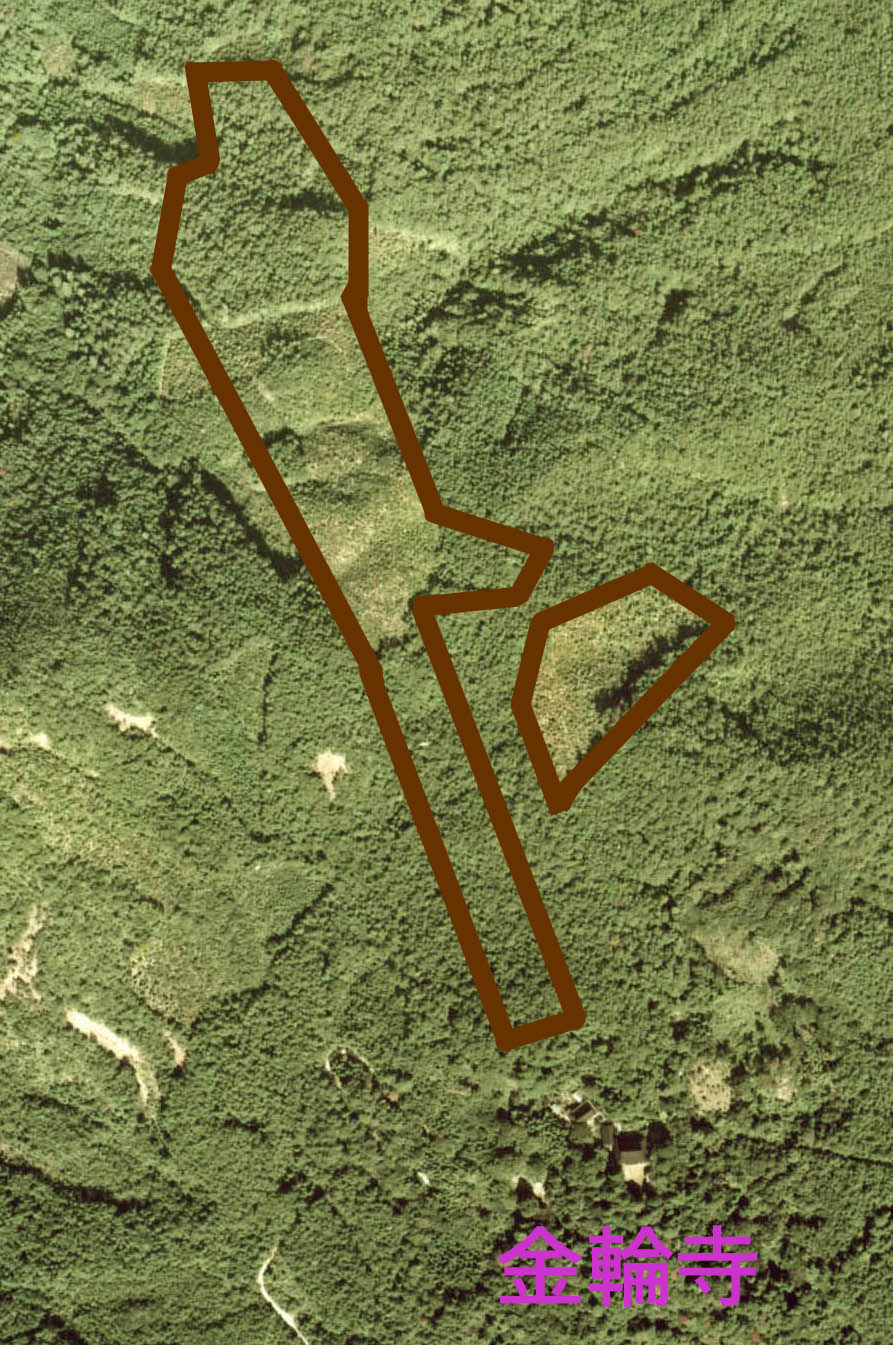
神尾山城の城郭部分

南側曲輪は主曲輪より南側と南西側の2つ支脈の稜線に曲輪が配されている。南側の曲輪は高低差があり7段の階段状になっており、その中ほどに上部3.5メートル、底部2メートル、高さ3メートルの堀切が存在している。南西側の尾根沿いにも3・4段程度の曲輪がある。ここには「天狗岩」という巨石があり、霊場の景観を呈していることから、南西側の曲輪は金輪寺の寺院敷地を利用したとも考えられている。
また、この南側と南西側の中間部分に「水の手曲輪」と丹波地方では珍しい曲輪跡がある。これは4段目曲輪の最上部に1.5メートルの井戸跡があり、そこから湧水式の水路がほどこされ、水のはった曲輪になる。その隣の南側曲輪、大手筋脇には石垣と盛土があり建物跡が推定され、「丹波国ではもっとも優れている水の手曲輪」と指摘されている。

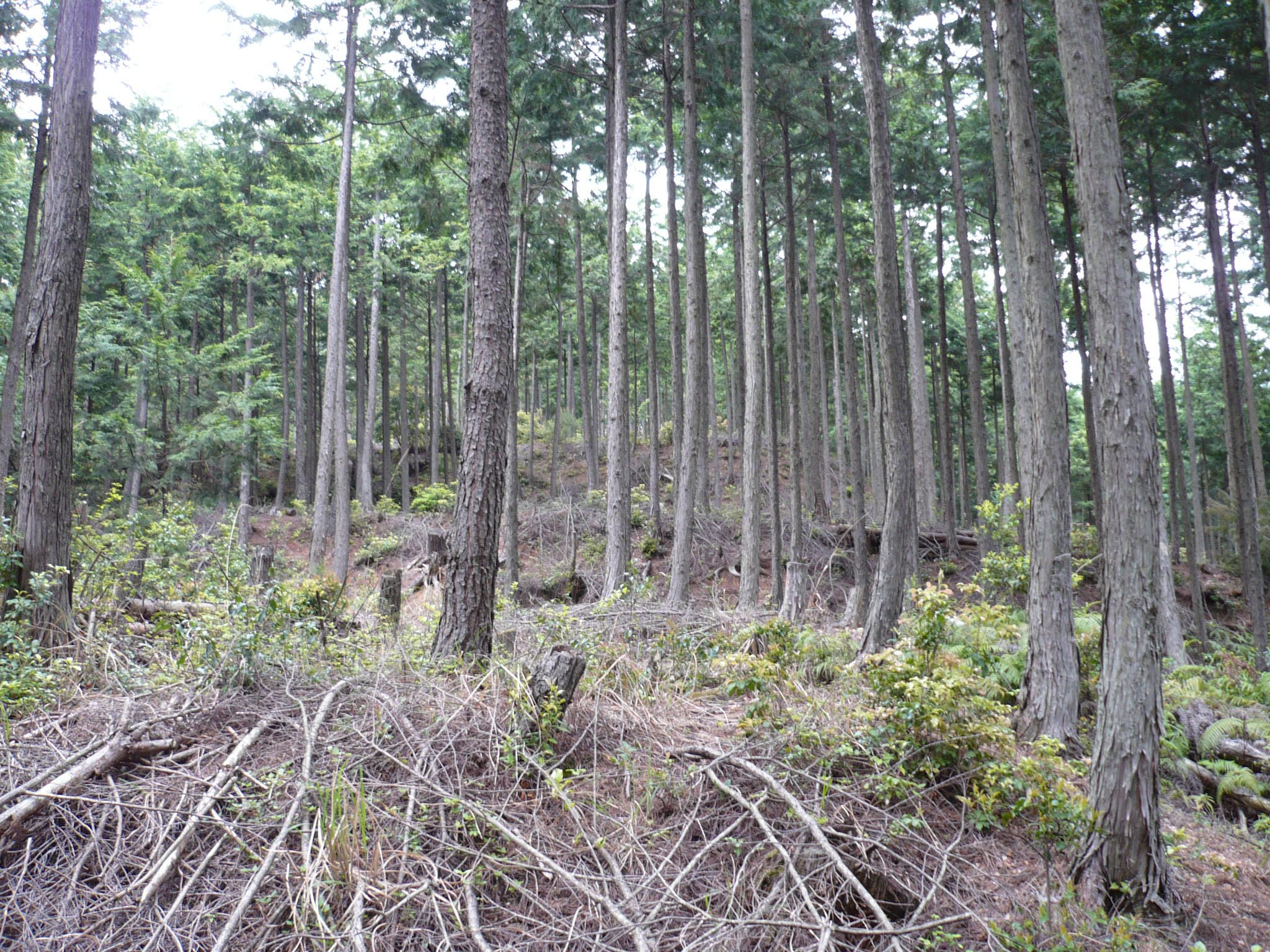
階段状の曲輪
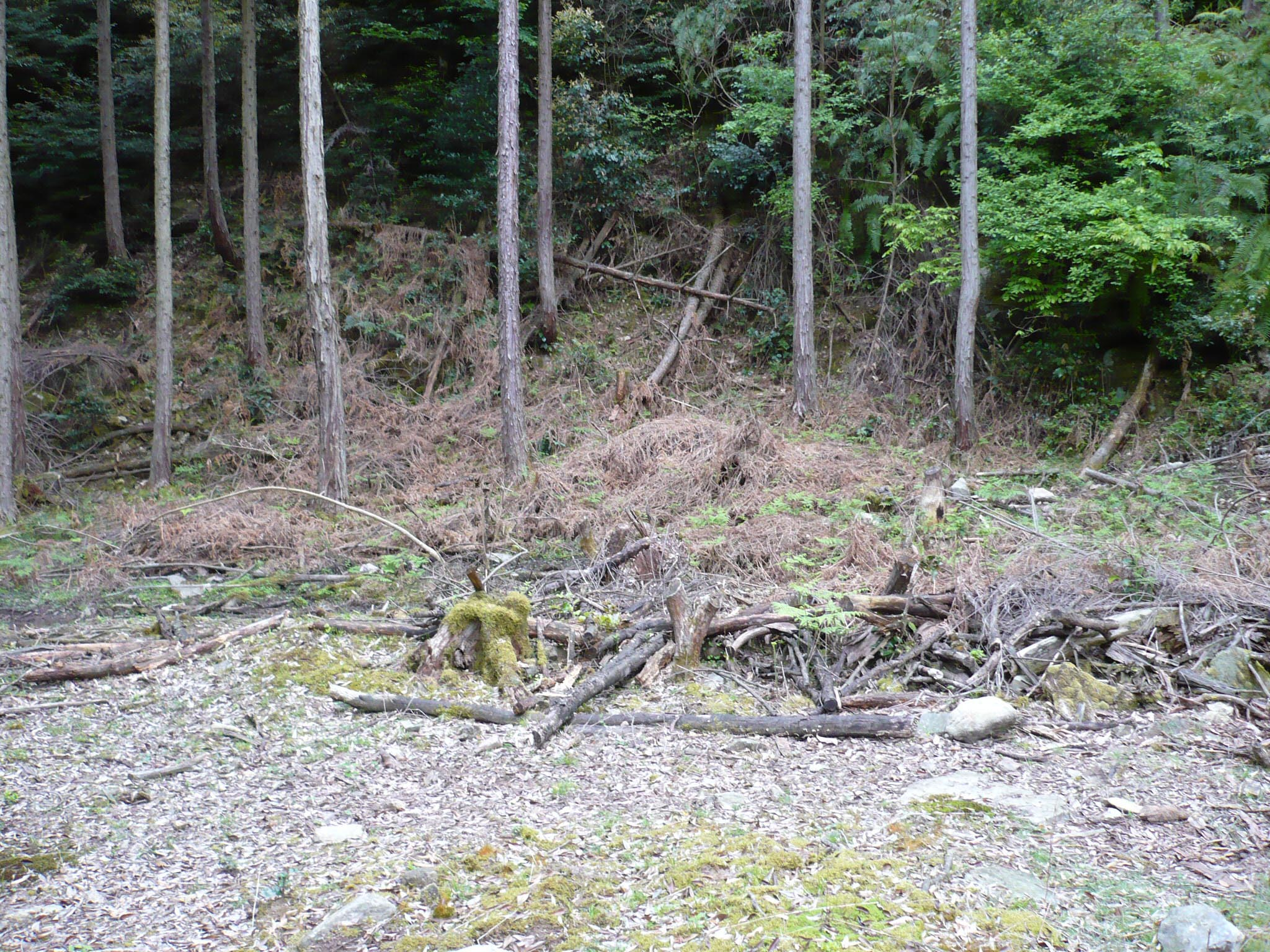
南西曲輪の下部分
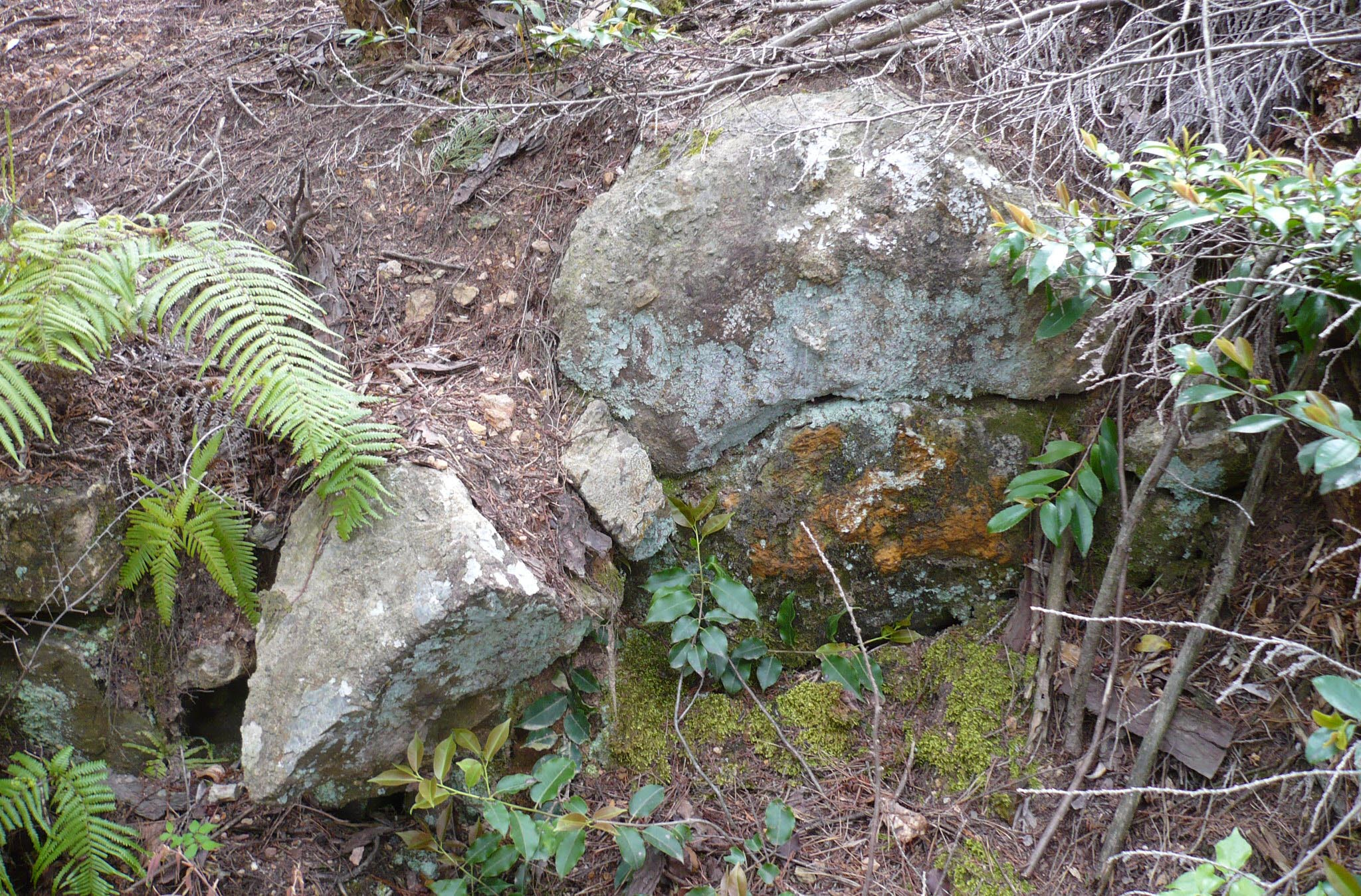
南側曲輪の石垣

## 城跡へのアクセス
- 電車でのアクセス
  - JR 山陰本線 千代川駅
    - バス 京阪京都交通 宮前下車
- 車でのアクセス

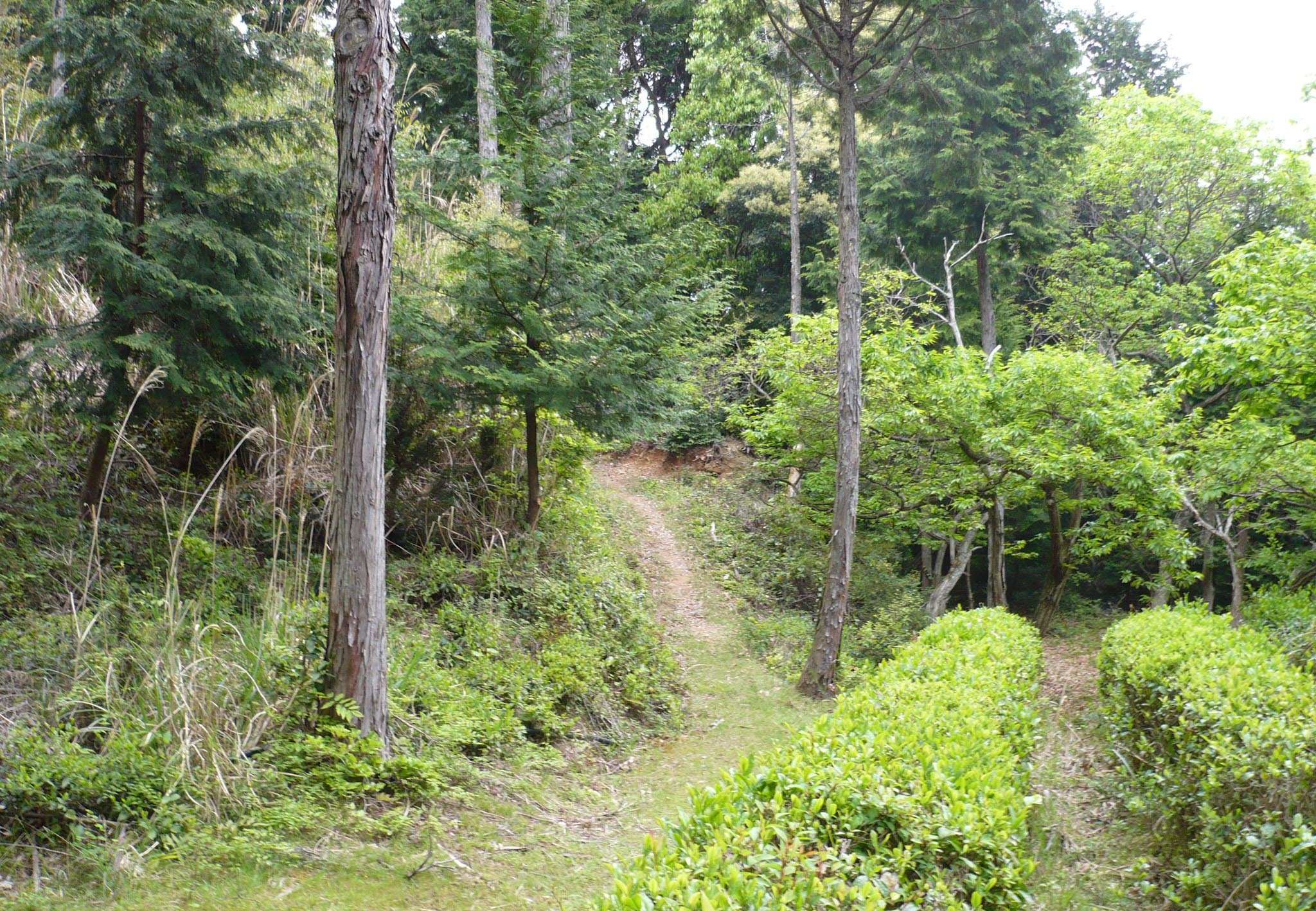
金輪寺からの登山口

  - 京都縦貫自動車道 千代川インターチェンジ → 京都府道73号宮前千歳線 → 金輪寺
  - 近隣に駐車場無し（金輪寺に参拝者用駐車場有）
- 徒歩でのアクセス
  - 金輪寺 → 主郭曲輪 徒歩約20分